# Rosasit
Rosasit ist ein eher selten vorkommendes Mineral aus der Mineralklasse der „Carbonate und Nitrate“. Es kristallisiert im Kristallsystem mit der chemischen Zusammensetzung (Cu,Zn)2[(OH)2|CO3] und entwickelt meist durchscheinend bis undurchsichtige Mineral-Aggregate mit kugeligem, nierigem und traubigem Habitus, die aus nadeligen bis faserigen Kristallen zwischen 0,5 und 1 cm („Ojuela Mine“, Mexiko) Größe bestehen. Die Farbe des Rosasits schwankt zwischen Grün, Blaugrün und Hellblau, die Strichfarbe ist allerdings immer Blaugrün. Auf den einzelnen Kristallflächen zeigt sich Glasglanz, das entsprechende Mineral-Aggregat als Ganzes jedoch schimmert seidig glänzend.
Rosasit ist den Mineralen Chrysokoll und Türkis farblich sehr ähnlich, allerdings haben sie eine unterschiedliche Mohshärte. Chrysokoll ist mit einer Mohshärte von 2 bis 4 meist deutlich weicher und Türkis mit 5 bis 6 härter als Rosasit mit der Mohshärte 4,5.

## Etymologie und Geschichte
Erstmals entdeckt wurde Rosasit 1908 in der „Rosas Mine“ bei Narcao in der italienischen Provinz Carbonia-Iglesias (Sardinien). Nach dieser Typlokalität wurde das Mineral auch von seinem Erstbeschreiber D. Lovisato benannt.
Das Typmaterial des Minerals befindet sich im Muséum national d’histoire naturelle (Natural History Museum, Paris) unter der Registernummer 109.327.

## Klassifikation
In der mittlerweile veralteten, aber noch gebräuchlichen 8. Auflage der Mineralsystematik nach Strunz gehörte der Rosasit noch zur gemeinsamen Mineralklasse der „Carbonate, Nitrate und Borate“ und dort zur Abteilung der „Wasserfreien Carbonate mit fremden Anionen“, wo er zusammen mit Azurit die eigenständige „Azurit-Rosasit-Reihe“ bildete, der außerdem noch Aurichalcit, Brianyoungit, Georgeit, Glaukosphärit, Hydrozinkit, Kolwezit, Loseyit, Mcguinnessit, Malachit, Nullaginit, Pokrovskit, Sclarit und Zinkrosasit zugeordnet waren.
Die seit 2001 gültige und von der International Mineralogical Association (IMA) verwendete 9. Auflage der Strunz’schen Mineralsystematik ordnet den Rosasit in die neue Klasse der „Carbonate und Nitrate“ ein (die Borate bilden jetzt eine eigene Klasse). Dort gehört er nach wie vor zur Abteilung der „Carbonate mit zusätzlichen Anionen; ohne H2O“ (Wasserfreie Carbonate mit fremden Anionen). Diese Abteilung ist allerdings präziser unterteilt nach den in der Verbindung dominierenden Kationen, so dass das Mineral entsprechend seiner Zusammensetzung in der Unterabteilung „mit Cu, Co, Ni, Zn, Mg, Mn“ zu finden ist, wo es zusammen mit Chukanovit, Georgeit, Glaukosphärit, Kolwezit, Malachit, Mcguinnessit, Nullaginit, Pokrovskit, Rosasit und Zinkrosasit die „Malachitgruppe“ mit der System-Nr. 5.BA.10 bildet.
Die vorwiegend im englischen Sprachraum gebräuchliche Systematik der Minerale nach Dana ordnet den Rosasit wie die alte Strunz’sche Systematik in die gemeinsame Klasse der „Carbonate, Nitrate und Borate“ ein, dort allerdings in die bereits feiner unterteilte Abteilung der „Carbonate mit Hydroxyl oder Halogen“. Hier ist er Namensgeber der „Rosasitgruppe“ mit der System-Nr. 16a.03.01 und den weiteren Mitgliedern Glaukosphärit, Kolwezit, Zinkrosasit und Mcguinnessit innerhalb der Unterabteilung „Carbonate mit Hydroxyl oder Halogen und der allgemeinen Zusammensetzung (AB)2(XO)3Zq“.

## Bildung und Fundorte

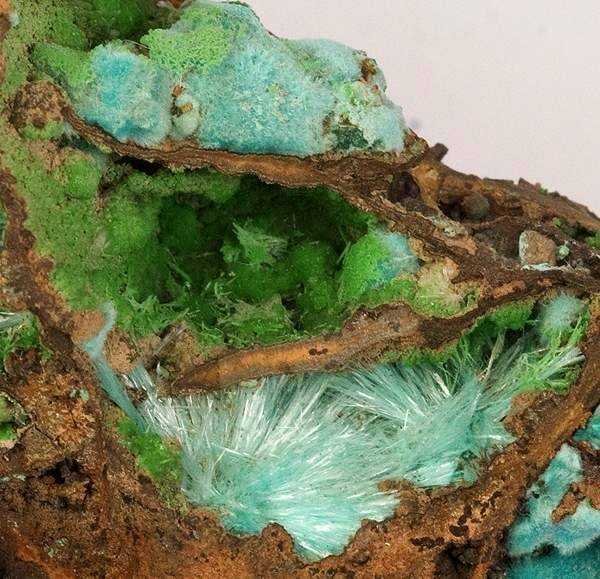
Langfaseriger Rosasit (bläulichweiß) und Konichalcit (hellgrün) aus der „Mohawk Mine“ (Mohawk Hill), Kalifornien, USA

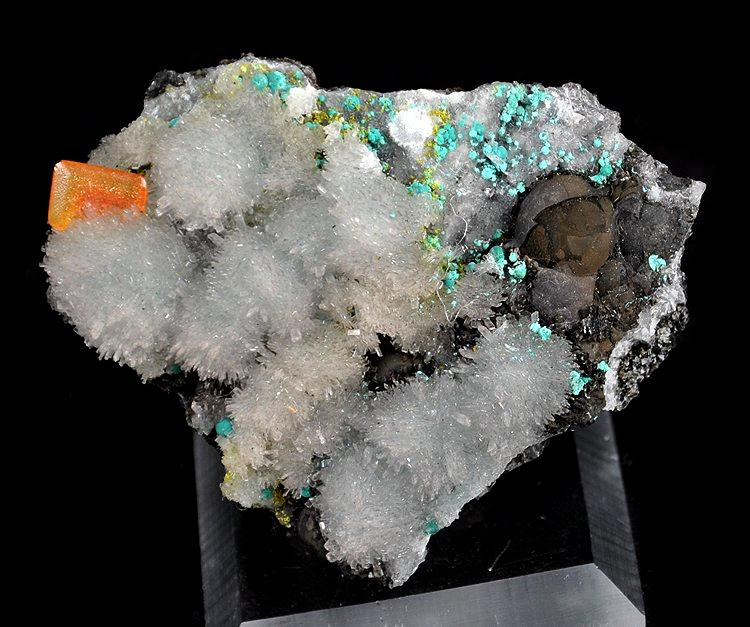
Eindrucksvolle Mehrfachparagenese aus Wulfenit (orange), Hemimorphit (farblos), Rosasit (blaugrün) und Goethit (grauschwarz) aus der 79 Mine (79th Mine) in den Dripping Spring Mountains, Gila County (Arizona, USA)

Rosasit bildet sich als typisches Sekundärmineral in der Oxidationszone von Kupfer- und Zink-Lagerstätten, meist in Paragenese mit anderen Sekundärmineralen wie unter anderem Azurit und Malachit, Aurichalcit, Cerussit, Hemimorphit, Hydrozinkit, Konichalcit und Smithsonit.
Weltweit konnte Rosasit bisher (Stand: 2010) an rund 340 Fundorten nachgewiesen werden. In Deutschland wurde das Mineral in mehreren Regionen des Schwarzwalds und Oberpfälzer Walds, von Nordhessen, des Harzes, von Nordrhein-Westfalen, Rheinland-Pfalz und dem sächsischen Erzgebirge gefunden. In Österreich fand sich Rosasit in mehreren Regionen von Kärnten, Salzburg, der Steiermark und dem Vorarlberg. In der Schweiz trat das Mineral bisher nur in Novaggio und in einigen Regionen des Kanton Wallis auf.
Weitere Fundorte sind Argentinien, Australien, Belgien, Bulgarien, Chile, China, Tschechien, Frankreich, Griechenland, Iran, Irland, Italien, Japan, Kasachstan, Madagaskar, Mexiko, Namibia, Norwegen, Polen, Rumänien, Russland, Slowakei, Slowenien, Spanien, Südafrika, Tadschikistan, Ungarn, im Vereinigten Königreich (Großbritannien) und in den Vereinigten Staaten von Amerika (USA).
Bekannt ist vor allem die „Ojuela Mine“ bei Mapimí (Durango) in Mexiko, wo kugelige Rosasit-Aggregate mit nadeligen Kristallen bis zu einem Zentimeter Größe zutage traten.

## Kristallstruktur
Rosasit kristallisiert monoklin in der Raumgruppe P21/m (Raumgruppen-Nr. 11) mit den Gitterparametern a = 9,37 Å; b = 12,12 Å; c = 3,13 Å und β = 90,1° sowie 4 Formeleinheiten pro Elementarzelle.